# Matt Wilkinson
Matt Wilkinson (Copacabana, 29 de setembro de 1988) é um surfista profissional australiano que está na ASP World Tour.

## Carreira
Matt Wilkinson durante alguns anos foi coadjuvante no ASP World Tour até que em 2016 ganhou os dois primeiros eventos, ficando com a camiseta amarela até o 7º evento, onde perdeu a primeira posição no ranking.

## Títulos
Os títulos de Matt são os seguintes:
2016
- Maitland & Port Stevens Toyota Pro (Merewether Beach, Austrália) - QS
- Quiksilver Pro Gold Coast (Gold Coast, Austrália) - CT
- Rip Curl Pro Bells Beach (Bells Beach, Austrália) - CT

2012
- Saquarema Pro (Saquarema, Brasil) - QS

2010
- O'Neil Coldwater Classic Santa Cruz (Santa Cruz, Califórnia) - QS